# Castell de Nogalte
El castell de Nogalte és un castell ubicat a Puerto Lumbreras, a la comunitat de la Regió de Múrcia (Espanya). Es tracta d'una fortalesa d'època medieval islàmica construïda entorn del segle xiii. S'emplaça al costat del nucli urbà de Puerto Lumbreras, en un contrafort muntanyenc de la vora meridional de la serra de la Torrecilla, en una posició estratègica des de la qual es dominen diversos afloraments d'aigua i diverses vies naturals: cap a l'est, el camí de Llorca, que enllaça a través de la vall del riu Guadalentín fins a Múrcia; al nord, a través de la rambla de Nogalte, cap a Granada; i a l'oest, cap a Almeria travessant el vall de l'Almanzora. És Bé d'interès cultural (BIC) segons la Disposició Addicional Segona de la Llei 16/1985 de 25 de juny.

## Història

### Primera ocupació
Les evidències arqueològiques més antigues de poblament en el turó del castell es remunten a l'edat del bronze en el context històric de la Regió de Múrcia. Durant les diferents campanyes d'excavació que s'han dut a terme en la fortalesa, s'han recuperat materials ceràmics argàrics que permeten establir una ocupació prehistòrica en aquest sector. En aquest sentit, a només 160 m al sud del castell, es localitza al poblat argàric de Barranco de las Cuevas.

### La fortalesa musulmana
No obstant això, les restes que són visibles actualment són d'època islàmica. Encara que la manca de fonts documentals impedeix precisar la data exacta de la seva fundació, les característiques constructives de la fortalesa així com els materials recuperats en les excavacions podria situar-la en la primera meitat del segle xiii, en un període en el qual en l'antic regne musulmà de Múrcia van proliferar els castells rurals que protegien les nombroses explotacions agropecuàries de l'entorn.
A aquesta època correspon l'anomenat recinte superior, probablement utilitzat com a graner fortificat, i construït en una època d'inseguretat en la qual les comunitats rurals van generar una sèrie d'infraestructures comunitàries que els permetien assegurar els seus recursos.

### L'ampliació cristiana
L'anàlisi de les tècniques constructives utilitzades en la segona fase d'ocupació del castell de Nogalte, moment en el qual es construeix el recinte inferior i es transforma el superior, permet establir l'ús d'unes mesures en els tapials que es corresponen amb les aprovades per Alfons X per al regne de Castella en 1261. Això explicaria per què constructivament en aquesta fase les torres estan orientades cap al nord i oest, els llocs per on podria venir l'enemic, és a dir, cap a la frontera natzarí.

## Arquitectura
Les campanyes d'excavació realitzades al castell de Nogalte des de l'any 1999 han permès determinar que la fortificació es compon de dos recintes ben diferenciats comunicats per una porta acodada i delimitats per estructures de tàpia.

### Recinte superior
Es correspon amb la primera fase d'ocupació. S'estén per una superfície aproximada de 1000 m². S'inscriu en una planta de forma poligonal, de 60 metres de llargària per 18 metres d'amplària màxima. El seu accés es localitza en el seu vessant oriental, a través d'un trencament que descriu un angle recte per evitar l'accés directe. En el seu interior s'han localitzat almenys tres espais quadrangulars, adossats els uns als altres, en l'interior dels quals es van localitzar diverses pedres de molí, i que van haver de ser usats per a l'emmagatzematge de gra. Destaca un gran aljub, de 12,5 per 2,8 metres, construït en tapial de formigó amb revestiment de morter hidràulic.

### Recinte inferior
Pertany a la segona fase d'ocupació del castell de Nogalte, després de la conquesta cristiana. D'aquest recinte s'han pogut identificar els vessants septentrional, oriental i part del meridional. En el seu interior s'han constatat una sèrie de murs de terra que configuren un conjunt d'espais adossats entre si i de planta rectangular. Aquesta segona fase d'ocupació no només va consistir en la construcció d'un nou recinte, ja que també es va reformar l'antiga construcció islàmica mitjançant l'edificació d'una torre i el reforçament dels llenços de la muralla.
Per solucionar la comunicació entre tots dos recintes es construeix es disposen una sèrie de murs paral·lels que configuren un triple colze.

## Cases cova

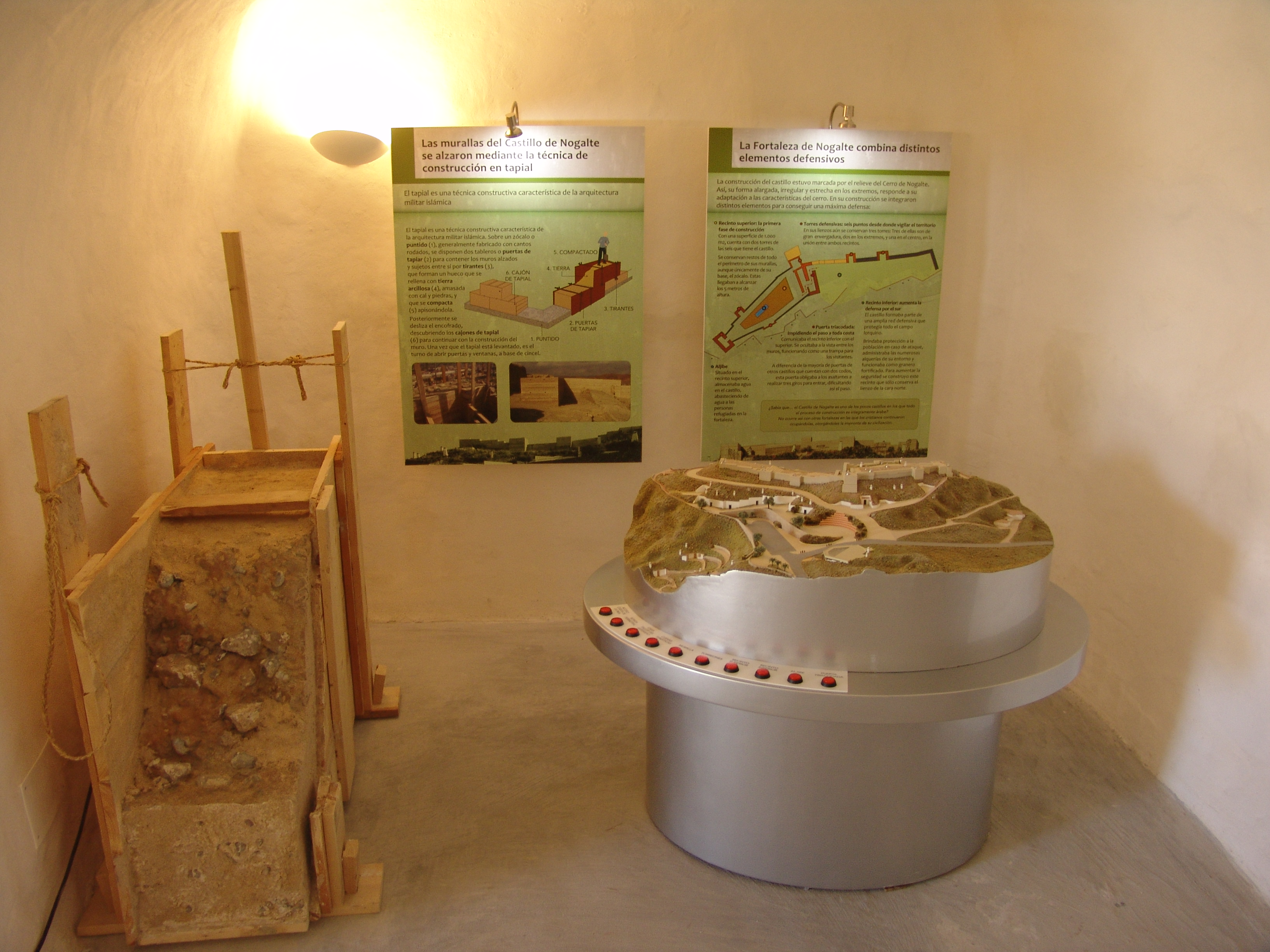
Àmbit temàtic dedicat al castell.

Van començar a construir-se en el segle xviii, en un moment de creixement demogràfic de la població de Puerto Lumbreras. Aquestes construccions, que responen a un model d'habitatge d'economies familiars modestes, van modelar la fisonomia del turó en el qual s'emplaça el castell fins a constituir un dels exemples d'hàbitat rupestre més importants de la Regió de Múrcia i que recentment han estat objecte d'un projecte de musealització i interpretació d'algunes de les cases coves que formen part d'aquest conjunt.

## Conjunt Patrimonial i Turístic Medina Nogalte
Les nombroses intervencions realitzades en aquest important conjunt patrimonial han permès la rehabilitació integral del castell medieval, part de les coves que es van perforar en el turó i altres béns immobles com la Casa del Sacerdot o la Casa dels Follets.
D'ençà que en 1996 s'engegués el Pla Director El Castellar, s'han succeït nombrosos projectes que han posat en valor l'espai patrimonial de Medina Nogalte mitjançant l'ordenació i urbanització global de tot l'entorn del turó, la restauració del castell i la recuperació interior i exterior de les cases-cova, habitatges troglodites que representen un important llegat històric i etnogràfic i reflecteixen l'extraordinària manera d'adaptació de l'ésser humà al medi natural en el qual es troba. Part d'aquestes últimes han estat musealitzades per donar a conèixer la riquesa cultural del municipi, destinant-se cadascuna d'elles a una temàtica diferent.
D'aquesta manera, el visitant pot conèixer a través d'un itinerari guiat, tant la fortalesa islàmica com el conjunt rupestre, l'únic visitable a la Regió de Múrcia, i on es mostren els diferents projectes de recuperació del lloc, la vida i tradicions en les cases-cova, la importància de l'aigua en el municipi de Puerto Lumbreras, els oficis artesanals característics d'aquesta comarca i la història del castell.

## Galeria

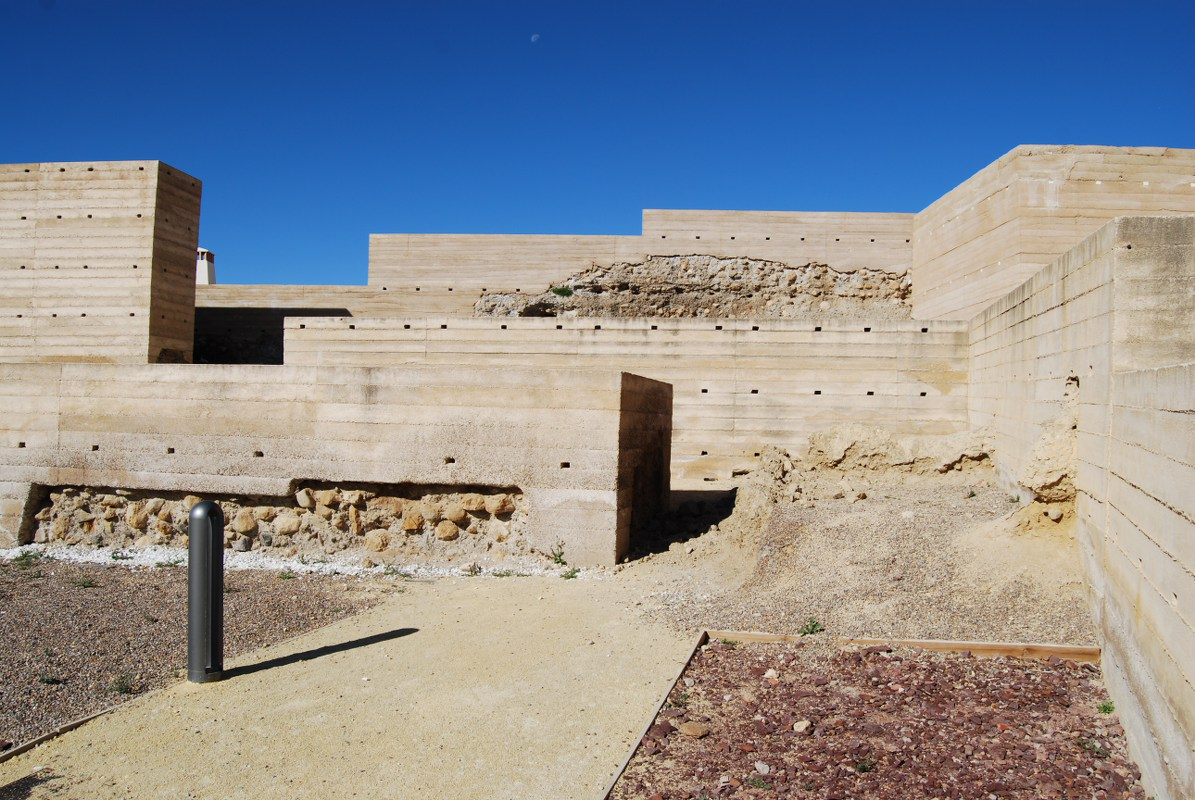
Pas triacodat.
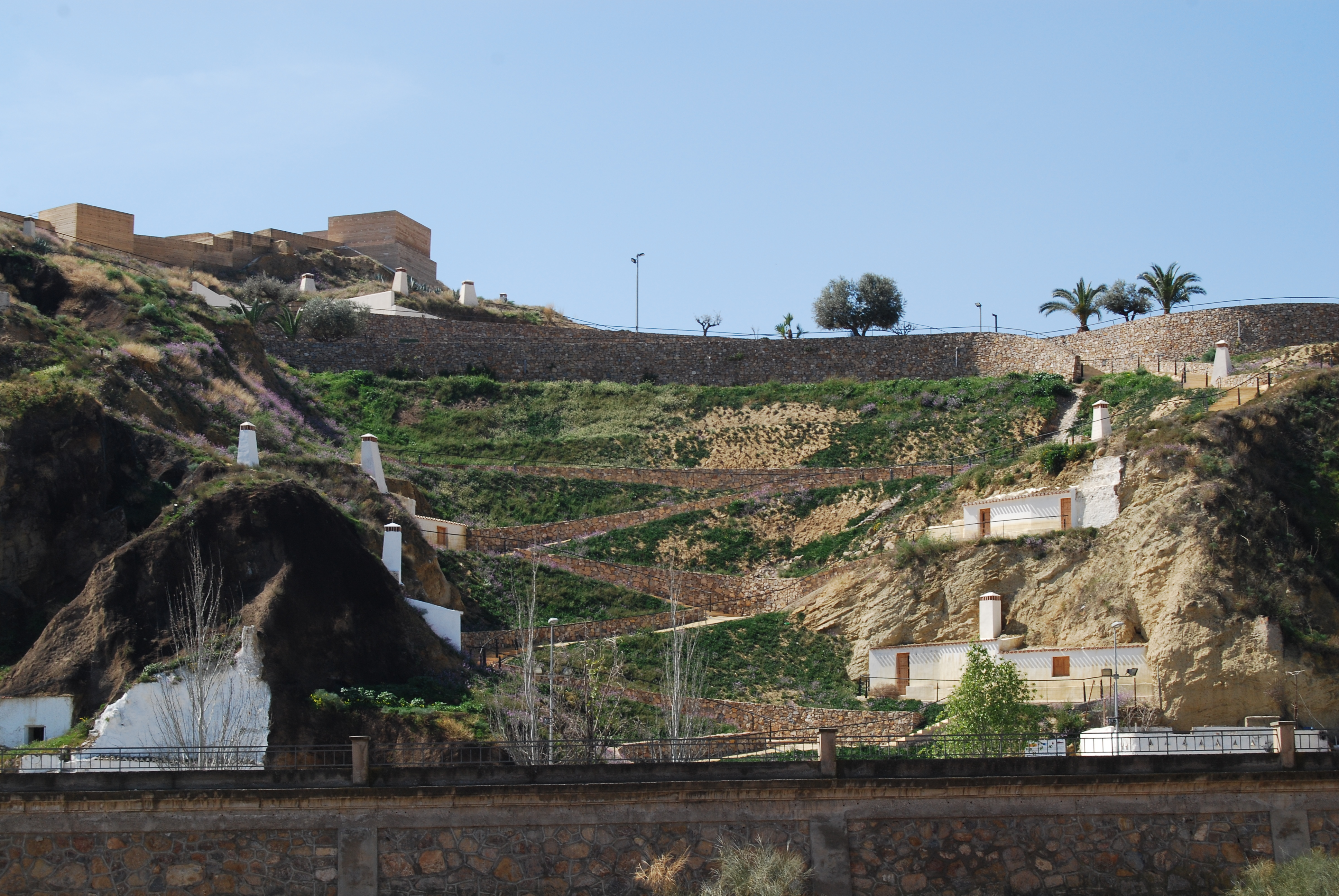
Pujada de la Pava i castell al fons.
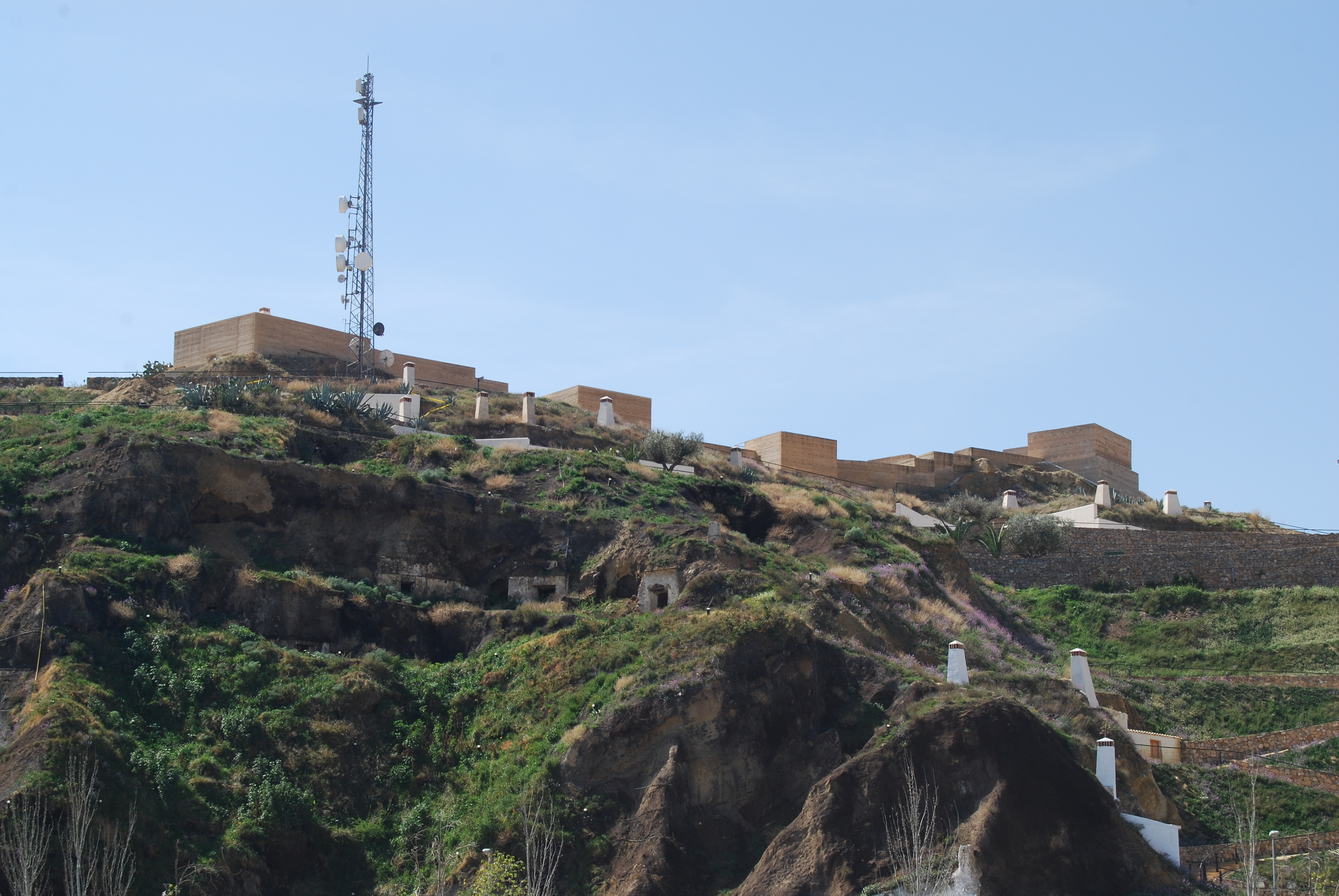
Castell des de la rambla.
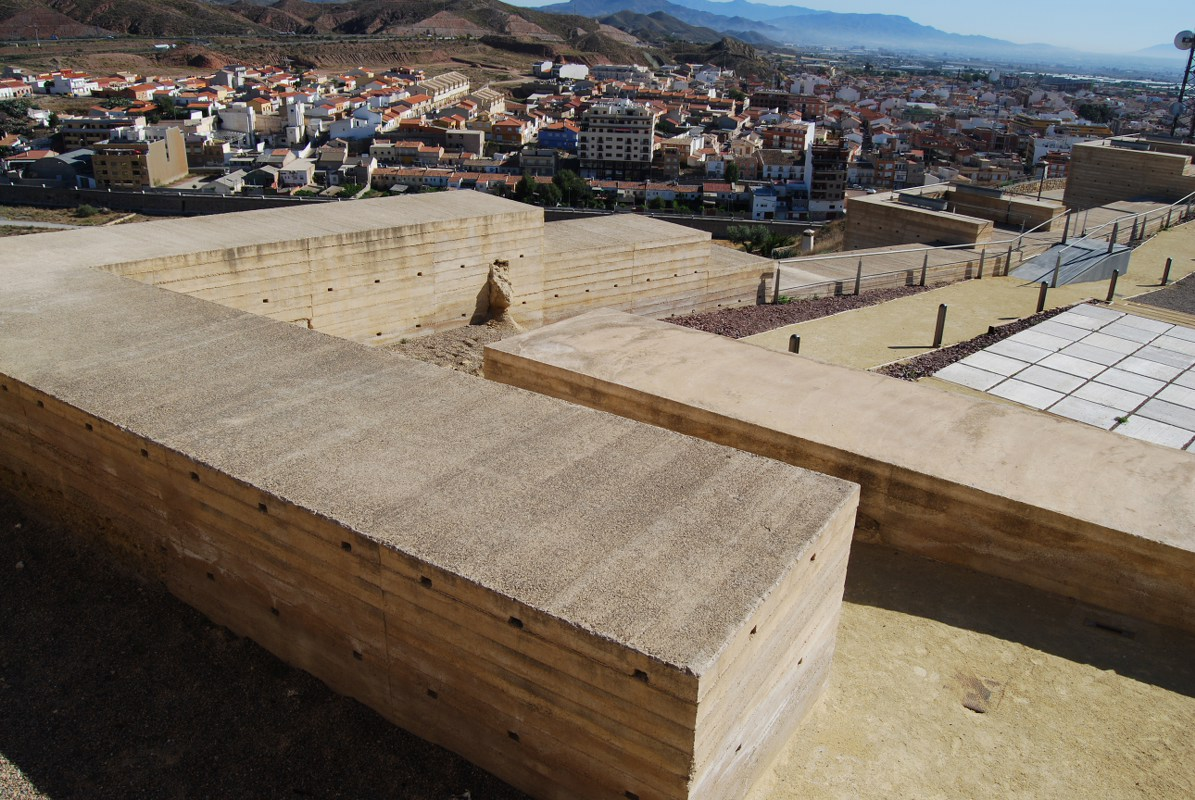
Pas entre el recinte superior i inferior.
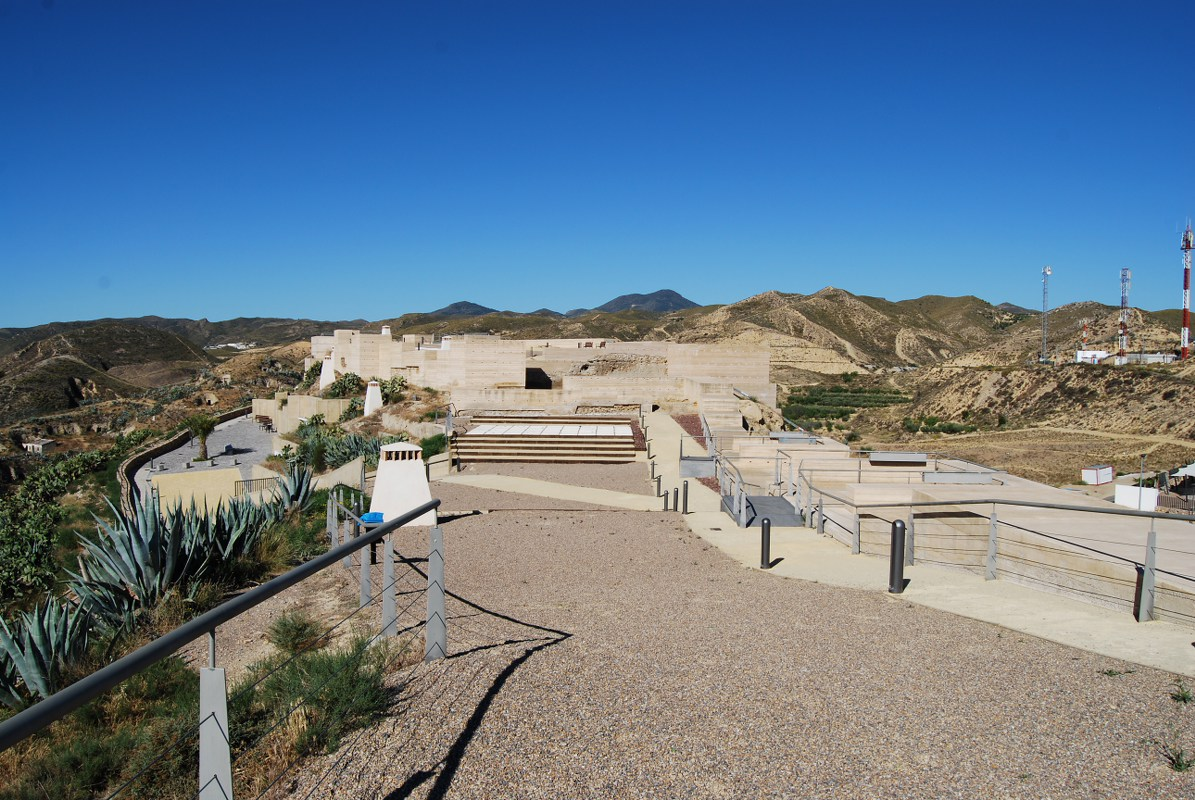
Recinte inferior.
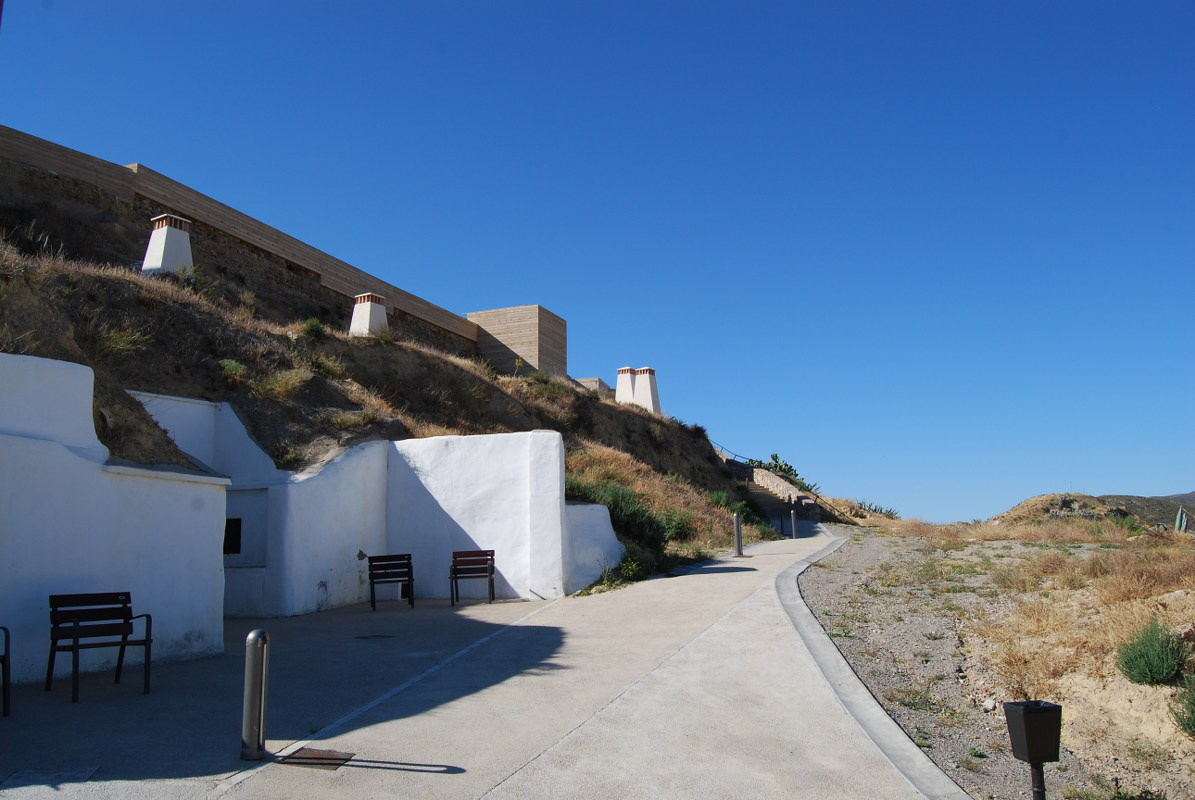
Cases cova al castell
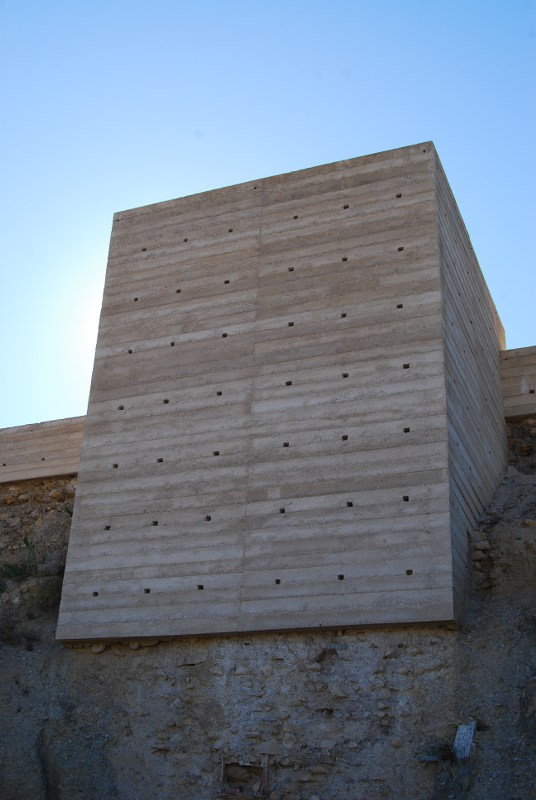
Vista d'una de les torres del castell de Nogalte.